# The Water Road
The Water Road is het vierde muziekalbum van de Britse band Thieves' Kitchen. Thieves' Kitchen speelt een mengeling van allerlei stijlvarianten binnen de progressieve rock; op dit album vooral een mix van Caravan en King Crimson uit hun begindagen.

## Musici
- Amy Darby – zang, dwarsfluit
- Phil Mercy - gitaar
- Andy Bonham – basgitaar
- Thomas Johnson – toetsen
- Mark Robotham – slagwerk

Aangevuld met Anna Holmgren (dwarsfluit), Stinna Petterson (cello), Paul Beecham (saxofoon, hobo), Mattias Olson (loops),

## Composities
1. The long fianchetto (Mercy/Johnson/Darby) (21:01)
2. Returglas (Johnson) (4:12)
3. Chameleon (Mercy/Darby) (9:00)
4. Om tare (Mercy/ tekst traditioneel uit het Sanskriet) (7:44)
5. Tacenda for you (Johnson/Mercy/Darby) (9:34)
6. When the moon is in the river of heaven (TK) (7:46)
7. Plaint (Johnson/ Chu Shu Chen) (2;35)
8. The water road (Johnson/Darby) (11:13)